# Automatic Loveletter EP
Automatic Loveletter EP es un EP homónimo del grupo estadounidense de rock alternativo, Automatic Loveletter, lanzado el 3 de febrero de 2009 por el sello discográfico Sony BMG y producido por el productor Curt Schneider.

## Lista de canciones
| N.º | Título                                                              | Duración |  |
| 1.  | «The Day That Saved Us» (Juliet Simms, Leah Haywood & Daniel James) | 4:02     |  |
| 2.  | «My Goodbye» (Juliet Simms, Gregg Wattenberg & Derek Fuhrman)       | 3:40     |  |
| 3.  | «Hush» (Juliet Simms, Tommy Simms, Jodi Marr & David Thomson)       | 2:55     |  |

## Personal
- Juliet Simms - vocales, guitarra, guitarra rítmica
- Tommy Simms - guitarra, voz secundaria
- Clint Fowler - bajo
- Ryan Metcalf- batería, percusión